# Saint George Basseterre

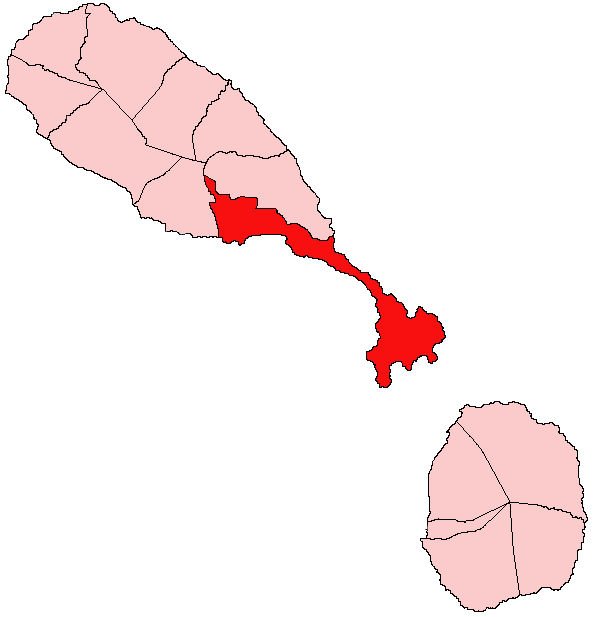

Saint George Basseterre – parafia w południowo-wschodniej części wyspy Saint Kitts należącej do Saint Kitts i Nevis. Jej stolicą jest Basseterre. Powierzchnia parafii wynosi 28,7 km², liczy ona 13 220 mieszkańców (2001).